# Black Butterfly
| Совокупная оценка    | Совокупная оценка |
| Источник             | Оценка            |
| -------------------- | ----------------- |
| Metacritic           | (50/100)          |
| Оценки критиков      |                   |
| Источник             | Оценка            |
| Allmusic             | [ 2 ]             |
| Blender              | [ 1 ]             |
| Entertainment Weekly | B−                |
| IGN                  | (7.1/10)          |
| Los Angeles Times    | [ 5 ]             |
| Rolling Stone        | [ 6 ]             |
| Spin                 | (7/10)            |
| Ultimate Guitar      | (7.7/10)          |

Black Butterfly — четвёртый студийный альбом американской хард рок-группы Buckcherry, выпущен в Японии, в Канаде, в Соединённом Королевстве 12 сентября 2008 года. В США вышел 16 сентября 2008 года.

## Об альбоме
Black Butterfly записывался с конца 2007 года. По неофициальной информации, менеджер группы Джош Клемм выложил первый сингл в интернете, чтобы затем заявить в пресс-релизе, что он был незаконно украден.
Песни «Rescue Me» и «Don’t Go Away» были со временем размещены на их странице Myspace. Песня «Don’t Go Away»
была выбрана как второй сингл. Вокалист Джош Тодд упомянул, что песни «Rescue Me» and «A Child Called „It“» были навеяны книгой Дэйва Пельзера «A Child Called „It“».
Ограниченное фанатское издание альбома включало две демозаписи песен «Nothing» и «Stayin' High». Вместе с бонусными песнями, оно включало годовое членство в Фан Клубе Buckcherry — «Buckcherry’s Bomb Squad».

## Список композиций
1. «Rescue Me» — 3:12
2. «Tired of You» — 3:07
3. «Too Drunk…» — 4:02
4. «Dreams» — 3:51
5. «Talk to Me» — 3:28
6. «A Child Called „It“» — 2:55
7. «Don’t Go Away» — 3:49
8. «Fallout» — 3:36
9. «Rose» — 3:53
10. «All of Me» — 3:45
11. «Imminent Bail Out» — 3:11
12. «Cream» — 3:34

## Японская версия
- «Nothing» — 3:30
- «Stayin' High» — 4:04

## Позиция в чартах
| Чарт (2008)        | Пик |
| ------------------ | --- |
| U.S. Billboard 200 | 8   |